# Milan Fretin
Milan Fretin (Genk, 19 de marzo de 2001) es un ciclista belga que compite con el equipo Cofidis.

## Biografía
Se hizo profesional en 2022 con el equipo Sport Vlaanderen-Baloise.

## Palmarés
2023
- Clásica SD WORX BW

2024
- 1 etapa de los Cuatro Días de Dunkerque
- 1 etapa del Tour Poitou-Charentes en Nueva Aquitania

2025
- Clásica de Almería
- 1 etapa de la Vuelta al Algarve
- Tour de Limburgo

## Resultados en Grandes Vueltas
| Carrera | Carrera         | 2022 | 2023 | 2024 | 2025 |
| ------- | --------------- | ---- | ---- | ---- | ---- |
|         | Giro de Italia  | —    | —    | —    | Ab.  |
|         | Tour de Francia | —    | —    | —    | —    |
|         | Vuelta a España | —    | —    | —    | —    |

―: no participa
Ab.: abandono

## Equipos
- Baloise (2022-2023)
  - Sport Vlaanderen-Baloise (2022)
  - Team Flanders-Baloise (2023)
- Cofidis (2024-)